# 青葉多枝子

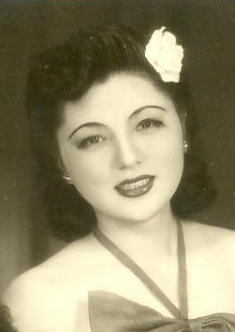
青葉しげる

青葉 多枝子（あおば たえこ）は、日本の元宝塚スター。以前の芸名は青葉 しげる（あおば しげる）。

## 経歴
- 1939年に宝塚音楽舞踊学校（現在の宝塚音楽学校）に入学する。
- 1942年に宝塚歌劇団に入団する。
- 1958年に退団する。

## 同期生
彼女は宝塚歌劇団29期生の一人である。
- 草間かほる - 1957年に退団。改名後は草間淑江。
- 故里千秋 - 1959年に退団。改名後は故里明美。
- 若梅昌子 - 1944年に退団。退団後は占い師・泉アツノとして活躍。
- 住江みちる - 1946年に退団。